# A Grincs (film, 2018)
A Grincs (eredeti cím: The Grinch) 2018-ban bemutatott amerikai 3D-s számítógépes animációs filmvígjáték, amely Dr. Seuss azonos című könyvén alapján készült, és az Illumination Entertainment 9. animációs filmje. A rendezői Peter Candeland és Yarrow Cheney, a producerei Chris Meledandri, Janet Healy és Scott Mosier, a forgatókönyvírója Michael LeSieur, a zeneszerzője Danny Elfman. A mozifilm gyártója az Illumination Entertainment, forgalmazója a Universal Pictures. Műfaját tekintve filmvígjáték.
A filmet az Egyesült Államokban 2018. november 9-én, míg Magyarországon 2018. december 6-án mutatták be a mozikban.

## Szereplők
| Szereplő              | Színész              | Magyar hang             |
| --------------------- | -------------------- | ----------------------- |
| Grincs                | Benedict Cumberbatch | Nagy Ervin              |
| Cindy-Lou Ki          | Cameron Seely        | Dolmány-Bogdányi Korina |
| Donna Ki              | Rashida Jones        | Bánfalvi Eszter         |
| Mr. Brikettbaum       | Kenan Thompson       | Gémes Antos             |
| McGerkle polgármester | Angela Lansbury      | Menszátor Magdolna      |
| Groopert              | Tristan O'Hare       | Sándor Barnabás         |
| Axl                   | Ramone Hamilton      | Medveczki Máté          |
| Ozzy                  | Sam Lavagnino        | Kretz Boldizsár         |
| Izzy                  | Scarlett Estevez     | Borsi Boglárka          |
| Narrátor              | Pharrell Williams    | Molnár Levente          |

### Magyar változat
A szinkront a Mafilm Audio Kft. készítette.
- Magyar szöveg: Speier Dávid
- Felvevő hangmérnök: Illés Gergely
- Rendezőasszisztens és vágó: Székely Daniella
- Gyártásvezető: Gelencsér Adrienne
- Szinkronrendező: Dóczi Orsolya
- További magyar hangok: Bárány Virág, Beke Márton, Bergendi Áron, Bor László, Bordás János, Csikos Léda, Elek Ferenc, Fehérváry Márton, Gyurin Zsolt, Kárpáti Levente Áron, Kis-Kovács Luca, Kokas Piroska, Lipcsey-Colini Borbála, Lipcsey-Colini Szonja, Mantz Márton Levente, Maszlag Bálint, Mayer Marcell, Mohácsi Nóra, Németh Attila István, Renácz Zoltán, Sörös Miklós, Suhajda Dániel, Téglás Judit, Tóth Mira